# Milorad Ulemek
Milorad Ulemek (serbisch-kyrillisch Милорад Улемек, auch Milorad Luković/Милорад Луковић; * 15. März 1968 in Belgrad), genannt Legija (serbisch für Legion), ist ein ehemaliger Fremdenlegionär und wurde als Initiator des Attentats auf den serbischen Ministerpräsidenten Zoran Đinđić zu 40 Jahren Haft verurteilt.

## Leben
Ulemek diente von 1985 bis 1992 in der französischen Fremdenlegion und absolvierte Kampfeinsätze in Tschad, Ruanda, Libyen und nahm auch am Golfkrieg teil. Im Jahr 1992 desertierte er und kehrte nach Serbien zurück. 1994 heiratete er und übernahm den Familiennamen seiner ersten Ehefrau, Luković. Später nahm er wieder seinen Geburtsnamen an.
Am Anfang der Jugoslawienkriege schloss er sich der Serbischen Freiwilligengarde (Srpska dobrovoljačka garda) an und stieg 1995 zu ihrem Anführer auf. Im Bosnienkrieg beteiligte er sich an Kämpfen um Bijeljina und Velika Kladuša. Später wurde Luković Leiter der Einheit für besondere Operationen (Jedinica za specijalne operacije, JSO), einer Antiterror-Spezialeinheit des serbischen Innenministeriums, die „Crvene Beretke“ (serbisch für „Rote Barette“) genannt wurde. Während des Kosovo-Krieges bewachte die Einheit den serbischen Präsidenten Slobodan Milošević.
Nach dem Mord an Zoran Đinđić im Jahr 2003 tauchte Ulemek unter. Die Roten Barette wurden aufgelöst, viele ihrer Mitglieder, unter anderem auch der Todesschütze Zvezdan Jovanović, wurden verhaftet und 2005 in Belgrad wegen krimineller Tätigkeiten vor Gericht gestellt und verurteilt.
Es wird vermutet, dass Ulemek den serbischen Premier aus Rache ermorden ließ, weil Đinđić die mafiösen Strukturen in Serbien zerschlagen und Ulemeks Einheit auflösen wollte. Die Einheit war wegen Verbindungen zum „Zemun-Klan“, einer lokalen Mafia-Organisation, in Verruf geraten. Sie machte durch kriminelle Aktivitäten im großen Stil und zahlreiche Fehden mit lokalen Konkurrenten, wie dem Surčin-Klan von Ljubiša Buha, auf sich aufmerksam. In diesen militärisch geführten Privatkriegen wurden viele Konkurrenten und Bandenmitglieder ermordet und beträchtliche Sachschäden verursacht.
Am 2. Mai 2004 stellte sich Ulemek nach langer Fahndung freiwillig den serbischen Behörden. Dabei wurde bekannt, dass er in sein Haus wiederholt unbemerkt eingedrungen war, während es von Sondereinheiten der Polizei umstellt und rund um die Uhr bewacht wurde.
Ulemek wurde im Juli 2005 in Belgrad wegen der Gründung einer kriminellen Vereinigung, des Mordversuchs am Außenminister Serbien-Montenegros Vuk Drašković und des Mordes am früheren serbischen Präsidenten Ivan Stambolić zu insgesamt 55 Jahren Haft verurteilt. Er gestand, die Morde im Auftrag von Slobodan Milošević organisiert zu haben und rechtfertigte seine Handlungen mit soldatischem Gehorsam. Da die Todesstrafe in Serbien 2005 abgeschafft wurde, erhielt Ulemek stattdessen die gesetzliche Höchststrafe von 40 Jahren.
Ulemek betätigt sich mit der Unterstützung einiger Helfer auch als Autor und veröffentlichte zwei Romane, „Gvozdeni rov“ (Eiserner Schützengraben, 2003) und „Legionar“ (Der Legionär, 2005), in denen er seine Sicht auf die Fremdenlegion, soldatische Ehre und die politischen Ereignisse der jüngsten Zeit darlegt. Die Bücher erfreuen sich einer relativ großen Nachfrage, allein vom ersten Roman wurden bis Ende 2005 mehr als 50.000 Stück verkauft.
Am 23. Mai 2007 erhielt Ulemek die Höchststrafe für die Beteiligung am Mord am serbischen Ministerpräsidenten Zoran Đinđić. Der Mord am Ministerpräsidenten sei „ein politisches Verbrechen, ein Verbrechen gegen den Staat“ gewesen, lautete die Urteilsverkündung.
Am 18. April 2012 behauptete der norwegische Massenmörder Anders Behring Breivik in seinem Gerichtsprozess, mit Ulemek und weiteren „militanten Nationalisten“ in Kontakt gestanden zu haben; Breivik bezeichnete Ulemek außerdem als „Kriegshelden“. Ulemek und seine Anwälte bestritten daraufhin den Kontakt zu Breivik.

## Schriften
- Gvozdeni rov. M-Books, Beograd 2003.
- Legionar. Spina, Beograd 2005, ISBN 86-907405-0-3.
- U tigrovom gnezdu [Im Tigernest]. Publisher, 2018.